# سیارک ۵۳۸۸
سیارک ۵۳۸۸ (به انگلیسی: 5388 Mottola، نامگذاری:1981ED1) پنج هزار و سیصد و هشتاد و هشتمین سیارک کشف شده است که در ۵ مارس ۱۹۸۱ کشف شد.
قدر مطلق سیارک برابر ۱۳٫۴۰ است.